# Emfatische medeklinker (Arabisch)
De emfatische medeklinkers in het Arabisch en in andere Semitische talen vormen binnen die talen een aparte groep. Ze onderscheiden zich van alle andere stemhebbende en stemloze medeklinkers.
Het onderscheid met hun niet-emfatische tegenhangers ontstaat doordat ze iets verder achter in de mond en emfatisch worden uitgesproken. Emfatisch wil zeggen "benadrukt": beklemtoond en met meer aangespannen spraakapparaat. Hierbij drukt men de achter- en voorkant van de tong met enige kracht tegen het verhemelte.

## Klankverkleuring
De wijze van uitspreken van emfatische medeklinkers leidt tot een verkleuring van de klank van de klinkers in de omgeving.
- Een alif - ا die normaal als een lange "a" klinkt, verandert naar een doffe "o" zoals in het Engelse "dawn".
- Een als "i" klinkende ya - ي verandert naar "e".
- Een als "oe" klinkende waw - و klinkt met emfase eerder als "o".

De door de emfase geïnduceerde klankverkleuring beperkt zich niet tot de klinkers direct rond de emfatische medeklinker. Integendeel, de emfase kan de uitspraak van een geheel woord verkleuren.

## Arabische emfatische medeklinkers
Het Arabisch kent de volgende vijf emfatische medeklinkers:
- ṣ: ص - sad is de emfatische variant van de س - sin.
- ḍ: ض - dad is de emfatische variant van de د - dal.
- ṭ: ط - tah is de emfatische variant van de ت - ta.
- ẓ: ظ - dza is de emfatische variant van de ذ - dhal.
- q: ق - qaf is de emfatische variant van de ك - kaf.

Er bestaat nog een medeklinker die ook een emfatische uitspraak kent, namelijk de ﻝ - lam. De emfatische uitspraak komt voor bij één enkel woord: الله - Allah.
Basisalfabet: ا (alif) · 
ب (ba) · 
ت (ta) · 
ث (tha) · 
ج (jim) ·
ح (ḥa) ·
خ (kha) ·
د (dal) ·
ذ (dhal) ·
ر (ra) ·
ز (zai) ·
س (sin) ·
ش (sjin) ·
ص (ṣad) ·
ض (ḍad) ·
ط (ṭah) ·
ظ (ẓa) ·
ع (ain) ·
غ (gain) ·
ف (fa) ·
ق (qaf) ·
ك (kaf) ·
ل (lam) ·
م (mim) ·
ن (nun) ·
ه (ha) ·
و (waw) ·
ي (ya)
Aanvullende tekens: ء (hamza) ·
آ (alif madda) ·
ة (tāʾ marbūṭa) ·
ى (alif maqṣūra) ·
لا (lām-alif)
Klinkertekens: fatḥa ·
kasra ·
ḍamma ·
shadda ·
sukūn ·
waṣla